# Pewma

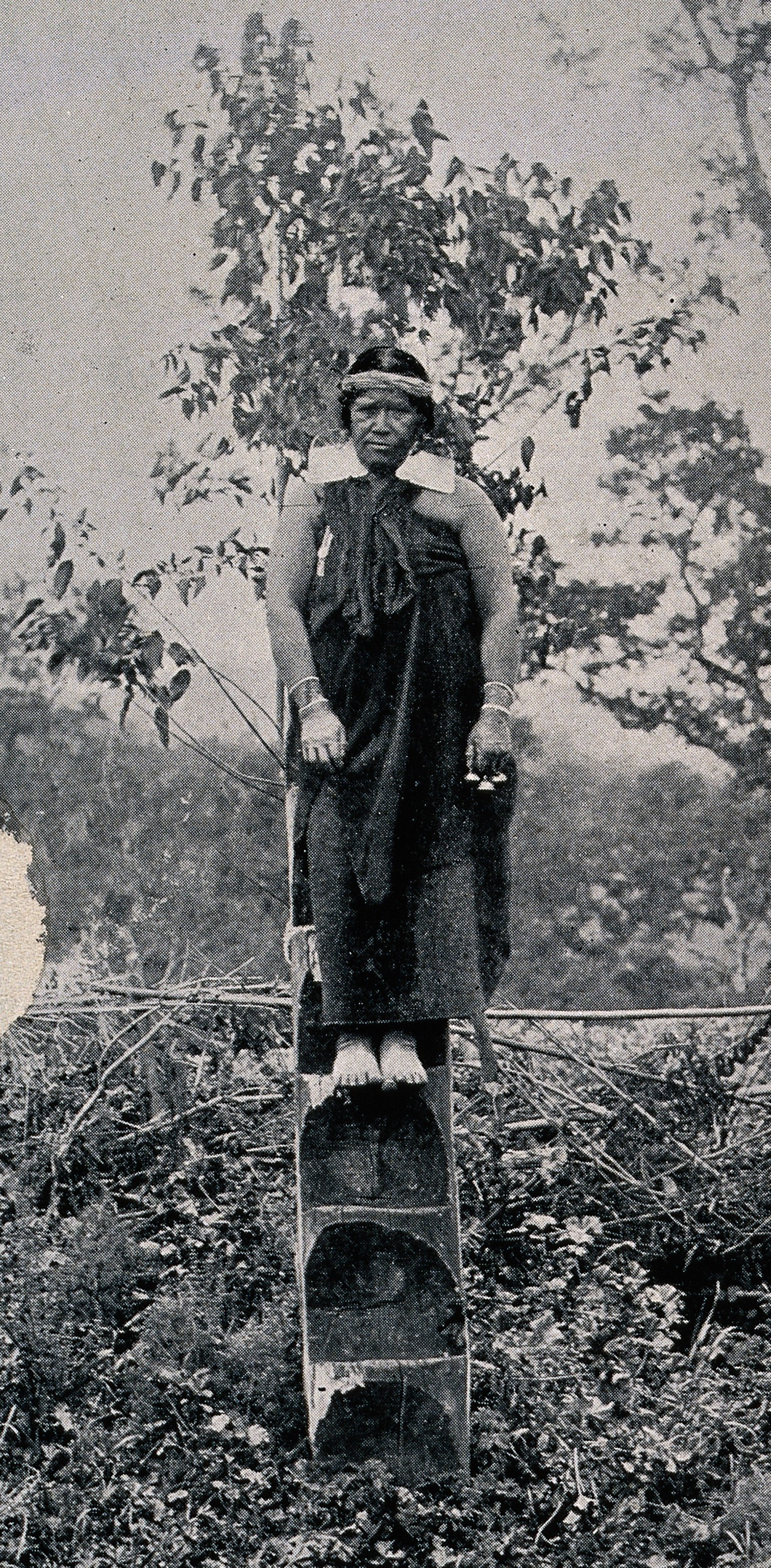
Una machi sobre el tercer peldaño de un rehue. Según la cultura mapuche, el pewma con valor revelatorio es una característica del machi, el lonco y el ngenpin.

De acuerdo a la cosmovisión mapuche, un pewma ("sueño") puede ser revelatorio y un modo de conseguir kimün (conocimientos y sabidurías) a la persona soñadora, por lo general un lonco, ngenpin o machi. Se considera que a veces los mensajes y conocimientos transmitidos vienen de los püllü (espíritus) y pueden ser compartidos a otras personas para que no se pierdan. Los pewma se utilizan para el diagnóstico enfermedades en la medicina tradicional mapuche.
El pewmatufe es la persona mapuche especializada en la interpretación de sueños.
Es similar al perimontun (visiones) en cuanto a forma de recibir mensajes pero a diferencia del pewma, en la perimontún la persona está despierta.

## Pewmacomo crisis iniciática
El machi kutran (enfermedad del machi), el pewma y el perimontun son parte de los signos que indican una vocación de corte chamánica de las machi. Se considera que las personas que no reconocen y asumen el don son castigadas y enfrentarán la enfermedad el resto de su vida.
Se entiende que los pewma son recibidos de los püllü y ngen (espíritus del territorio y la naturaleza), de Ñuke Mapu (Madre Tierra) o de Chaw Antü (Padre Sol).